# Dylan en Cole Sprouse

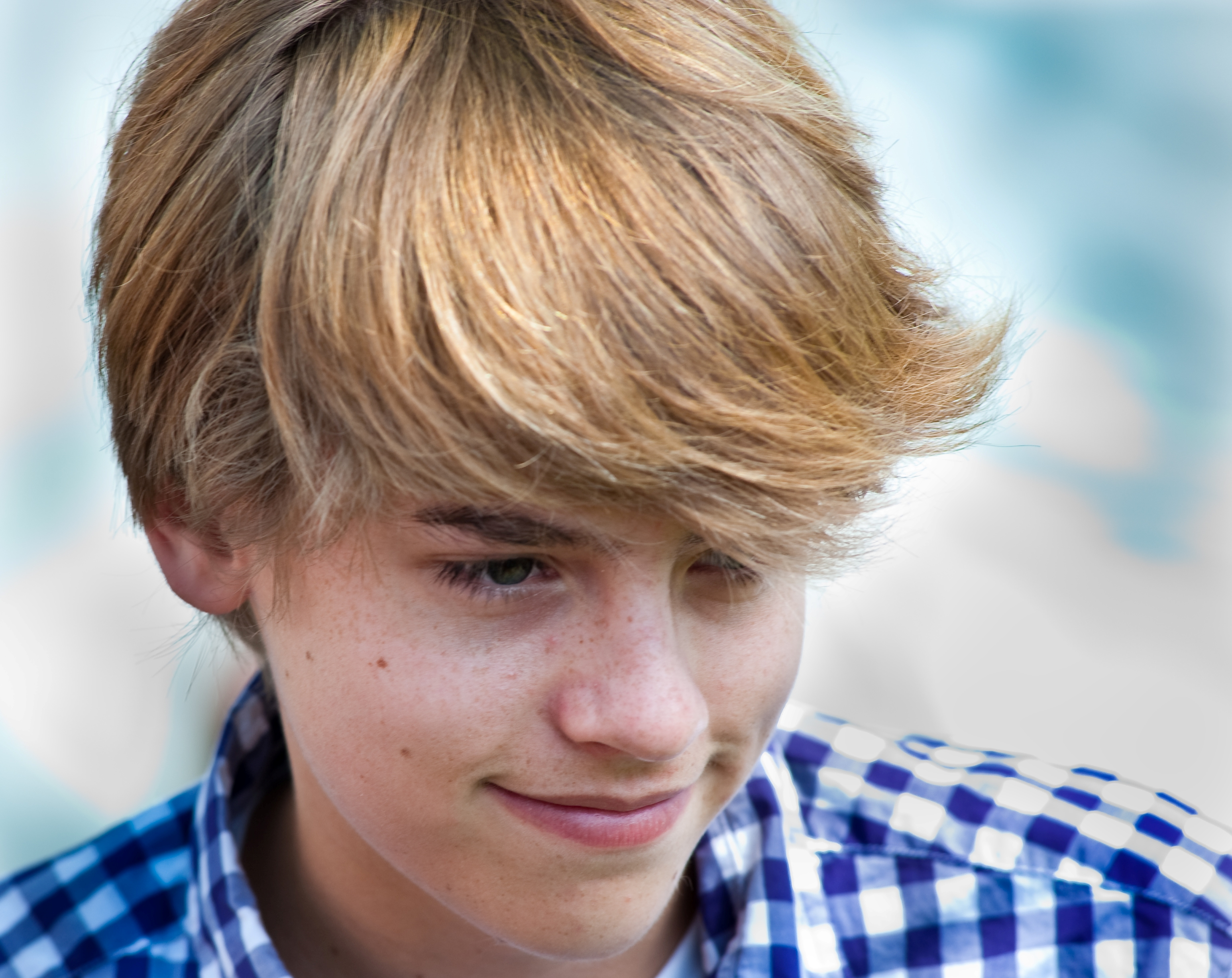
Cole Sprouse in 2010

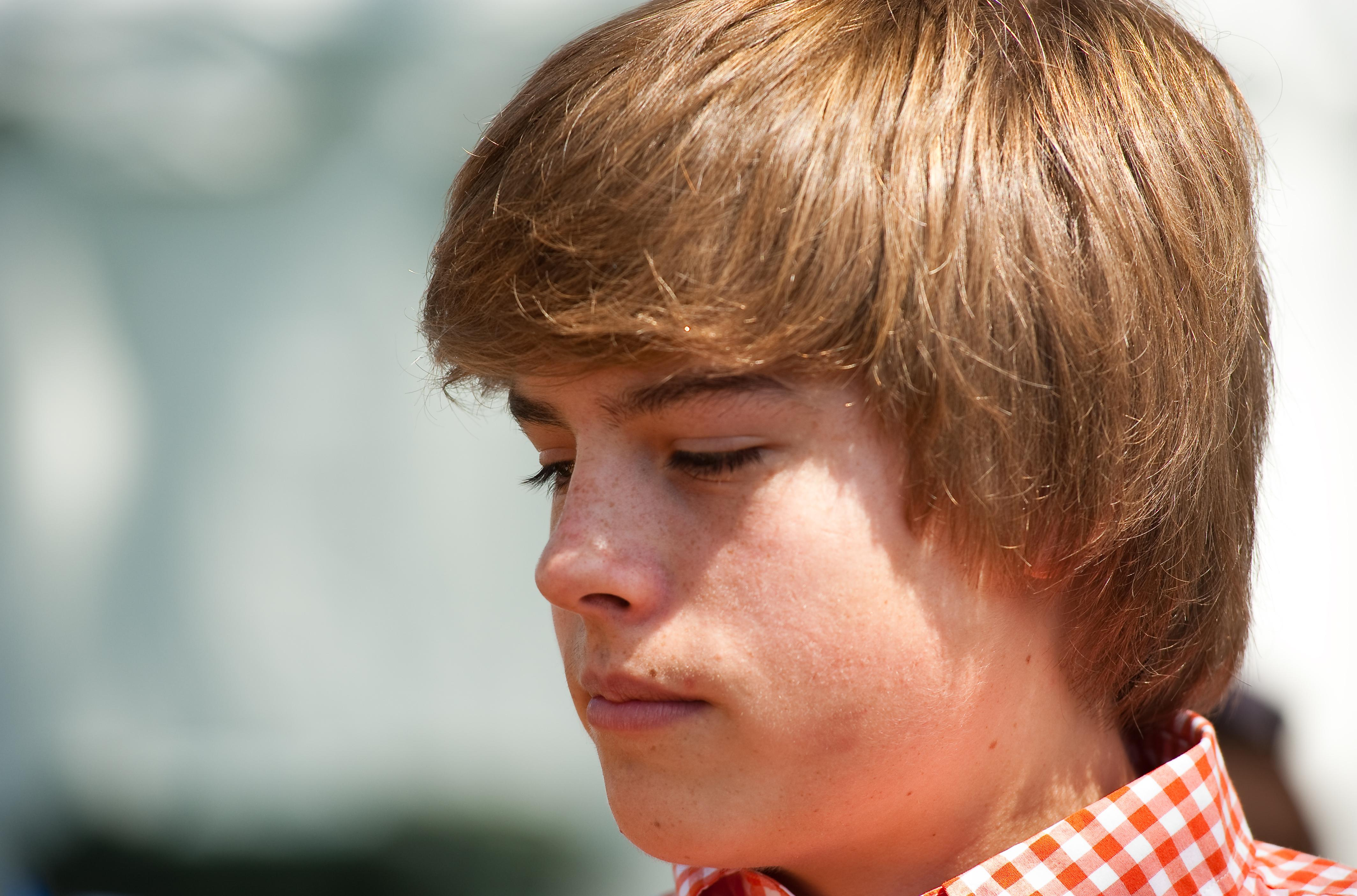
Dylan Sprouse in 2010

Dylan Thomas Sprouse en Cole Mitchell Sprouse (Arezzo (Italië), 4 augustus 1992) zijn een acterende Amerikaanse eeneiige tweeling. Ze staan ook bekend als Cole & Dylan, the Sprouse Bros en Zack & Cody.

## Persoonlijk leven
Ze zijn vooral bekend voor hun rollen van Julian McGrath in Big Daddy, Patrick Kelly in Grace Under Fire, Ross' zoon Ben in Friends (gespeeld door Cole), Jughead Jones in Riverdale (gespeeld door Cole) en als vaste personages in de Disney Channel-serie The Suite Life of Zack & Cody en de spin-offserie The Suite Life on Deck. 
De tweeling kwam in Arezzo, in Italië, ter wereld. Hun Amerikaanse ouders gaven les op een Engelse talenschool in Toscane. Na vier maanden keerden ze terug naar de VS. Ze groeiden op in Long Beach, Californië. Hun ouders scheidden in 1997. Ze houden van snowboarden, surfen, skateboarden en basketbal. De tweeling is bevriend met Kyle Massey, Christopher Massey en Victoria Justice. Barbara Palvin is de vriendin van Dylan, Cole heeft een relatie met Arilou Fournier.
Hun ouders, Matthew Sprouse en Melanie Wright, lieten hen al acteren toen ze acht maanden oud waren. Ze begonnen met een luierreclame.

## Filmografie

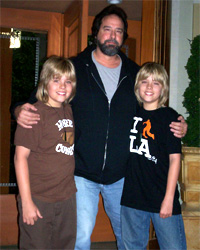
Dylan en Cole Sprouse met Gary Spatz

| Jaar      | Titel                                           |  | Dylan                              | Cole                               | Opmerkingen |
| --------- | ----------------------------------------------- |  | ---------------------------------- | ---------------------------------- | --- |
| 2024      | Aftermath                                       |  | Eric Daniels                       |                                    | Enkel Dylan Sprouse |
| 2021      | The Curse of Turandot                           |  | Calaf                              |                                    | Enkel Dylan Sprouse |
| 2020      | After we collided                               |  | Trevor Matthews                    |                                    | Enkel Dylan Sprouse |
| 2019      | Five Feet Apart                                 |  |                                    | Will Newman                        | Enkel Cole Sprouse |
| 2017      | Riverdale                                       |  |                                    | Jughead Jones                      | Enkel Cole Sprouse |
| 2017      | dismissed                                       |  | Lucas Ward                         |                                    | Enkel Dylan Sprouse |
| 2012      | So Random!                                      |  | Meerdere rollen (o.a. Zack Martin) | Meerdere rollen (o.a. Cody Martin) | Aflevering op 16 januari 2012 op Disney Channel                                                                                      |
| 2011      | The Suite Life Movie                            |  | Zack Martin                        | Cody Martin                        | Film, première op 25 maart in Amerika op Disney Channel                                                                              |
| 2010      | Kung Fu Magoo                                   |  | Justin Magoo                       | Brad Landry                        | Stem |
| 2008-2011 | The Suite Life on Deck                          |  | Zack Martin                        | Cody Martin                        | Televisieserie, het filmen begon op 26 september 2008 in de Verenigde Staten                                                         |
| 2008      | Snow Buddies                                    |  | Shasta                             |                                    | Stem (enkel Dylan Sprouse) |
| 2008      | Disney Channel Games 2008                       |  | Zichzelf Groene Teamlid            | Zichzelf Blauwe Teamlid            | |
| 2008      | The Kings of Appletown                          |  | Will                               | Clayton                            | Gefilmd in New Braunfels, Texas |
| 2007      | Disney Channel Games 2007                       |  | Zichzelf Aanvoerder Groene Team    | Zichzelf Blauwe Teamlid            | |
| 2007      | A Modern Twain Story: The Prince and the Pauper |  | Tom Canty                          | Eddie Tudor                        | |
| 2006      | The Emperor's New School                        |  | Zam                                | Zim                                | Gastrol |
| 2006      | Disney Channel Games 2006                       |  | Zichzelf Rode Teamlid              | Zichzelf Blauwe Teamlid            | |
| 2006      | That's So Suite Life of Hannah Montana          |  | Zack Martin                        | Cody Martin                        | Een drie-afleveringen samenvoeging van drie televisieseries. Het is ook de naam van een aflevering van The Suite Life of Zack & Cody |
| 2005-2008 | The Suite Life of Zack & Cody                   |  | Zack Martin                        | Cody Martin                        | Televisieserie |
| 2004      | The Heart Is Deceitful Above All Things         |  | Jeremiah                           | Jeremiah                           | Gedeelde rol |
| 2003      | Apple Jack                                      |  | Jack Pyne                          | Jack Pyne                          | Gedeelde rol |
| 2003      | Just for Kicks                                  |  | Dylan Martin                       | Cole Martin                        | Direct-to-Video |
| 2002      | I Saw Mommy Kissing Santa Claus                 |  | Justin Carver                      | Justin Carver                      | Gedeelde rol |
| 2002      | Eight Crazy Nights                              |  | K-B Toys Soldier                   | K-B Toys Soldier                   | |
| 2002      | The Master of Disguise                          |  | Young Pistachio Disguisey          | Young Pistachio Disguisey          | Cameo |
| 2001      | Diary of a Sex Addict                           |  | Sammy Jr.                          | Sammy Jr.                          | Direct-to-video |
| 2001      | I Saw Mommy Kissing Santa Claus                 |  | Justin Carver                      | Justin Carver                      | |
| 2001      | The Nightmare Room                              |  | Buddy                              | Buddy                              | Eén aflevering |
| 2001      | Friends                                         |  |                                    | Ben Geller                         | Enkel Cole Sprouse |
| 1999      | The Astronaut's Wife                            |  | Tweeling                           | Tweeling                           | |
| 1999      | Big Daddy                                       |  | Julian McGrath                     | Julian McGrath                     | Gedeelde rol |
| 1993-1998 | Grace Under Fire                                |  | Patrick Kelly                      | Patrick Kelly                      | Gedeelde rol |

## Trivia
- Dylan rijdt in een Subaru Impreza WRX STI, zwart met oranje strepen; Cole rijdt in een Mitsubishi Lancer Evolution X, met witte en zwarte strepen. Deze autotypes zijn elkaars grootste concurrenten in hun niche.
- Ze zijn vanaf maart 2009 het gezicht Dannon Danimals van Danone.
- Beide broers studeren aan de New York-universiteit. Dylan studeert kunst en Cole studeert archeologie.